# Premier Livre des Rois
Pour les articles homonymes, voir Livre des Rois.
Le Premier Livre des Rois est un livre de l'Ancien Testament classé parmi les livres des Prophètes dans le judaïsme et le christianisme. Avec le Deuxième Livre des Rois, il constituait à l'origine un ensemble, le Livre des Rois, qui a été divisé à l'époque de la Septante.
Les deux livres des Rois racontent l'histoire d'Israël depuis la rébellion d'Adonias (Adonija), quatrième fils du roi David (vers 1015 av. J.-C.) jusqu'à la captivité finale de Juda (vers 586 av. J.-C.). Ils contiennent toute l'histoire du royaume du nord (les dix tribus d'Israël) depuis la séparation d'Israël en deux royaumes jusqu'à sa déportation par les Assyriens dans les régions du nord.

## Résumé
Trois parties peuvent être distinguées dans l'ensemble des livres. La première relate la royauté de Salomon, la deuxième raconte en parallèle les histoires des royaumes d'Israël et de Juda jusqu'à la fin d'Israël. La troisième se consacre au royaume de Juda jusqu'à la chute de celui-ci. Le premier livre des Rois part de la mort de David à la prophétie d'Élie. Celle-ci s'achève dans le second livre des Rois.

### Règne de Salomon
Le chapitre 1, qui fait le lien entre les Livres de Samuel et les livres des Rois, décrit les derniers jours de la vie du roi David et comment Salomon grâce à sa mère Bethsabée et au prophète Nathan s'empare du pouvoir. Les chapitres 2 à 11 racontent le règne de Salomon en commençant par le don de la sagesse de la part de Dieu et l'exercice de celle-ci lors du jugement de Salomon (1 Rois 3, 4-28). Après une présentation de la cour du roi Salomon, de l'exercice de sa sagesse (1 R 4,1 à 1 R 5,14), la construction du temple est abordée. Du verset 5,15 à 5,32 sont relatées les relations internationales nécessaires à la construction du temple puis des chapitres 6 à 8 décrivent de manière très précise la construction du Temple de Salomon ainsi que la construction de bâtiments royaux. Ensuite sont abordées les richesses du roi Salomon, les relations commerciales qu'entretient le royaume d'Israël, la venue de la reine de Saba avant de finir par la chute de Salomon au chapitre 11. Cette présentation peut être divisée en deux parties. La première qui va jusqu'au chapitre 8 est d'une tonalité positive alors que la fin de récit, bien que des éléments positifs apparaissent encore, est plus critique. Le roi désobéit aux ordonnances de Dieu en recherchant des femmes étrangères et en se tournant vers des idoles. Ces erreurs combinées à des fautes politiques entraînent un châtiment divin qui se manifeste à la mort de Salomon par la partition du royaume.

### Les royaumes d'Israël et de Juda

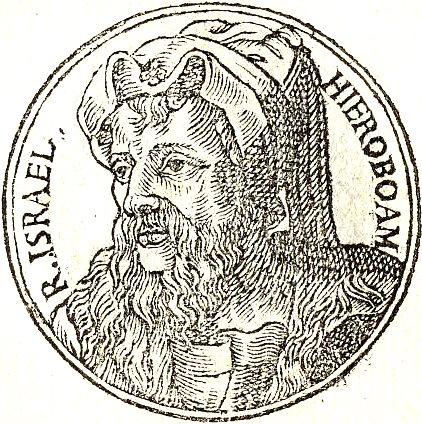
Jéroboam premier roi d'Israël représenté en 1553 par Guillaume Rouillé dans le Promptuarii Iconum Insigniorum

Dans le chapitre 12, après la mort de Salomon, son fils Roboam éconduit violemment Jéroboam qui se proclame roi d'Israël et fonde son royaume sur dix tribus d'Israël. Le récit alterne alors des passages concernant les rois d'Israël et d'autres centrés sur les rois de Juda. Chaque roi est évalué selon deux critères que sont l'obéissance à Yahvé et la reconnaissance du temple de Jérusalem comme sanctuaire unique. À cause de ce centralisme cultuel aucun roi d'Israël ne trouve grâce aux yeux de l'auteur du livre. L'histoire du royaume d'Israël est une suite de coups d'état alors que le royaume de Juda ne connaît que la dynastie davidienne. Certains rois, comme Achab qui introduit le culte de Baal, sont encore plus exécrés. En revanche les rois de Juda, qui sont aussi comparés à leur aïeul David sont jugés plus favorablement.
Après la partition, Roboam ne conserve que les tribus de Juda et de Benjamin qui forment un second royaume fidèle à la famille de David. À partir du chapitre 13 le récit se concentre sur Jéroboam. Celui-ci est fidèle à YHVH mais pour l'adorer fait fondre deux idoles en forme de veaux et construire deux sanctuaires l'un à Tel Dan et l'autre à Béthel. Ce faisant, il désobéit à un des préceptes divins qui insiste sur la place unique du temple de Jérusalem, situé en Juda, pour l'hommage à porter à Dieu. Le prophète Ahija de Silo condamne cet acte d’idolâtrie et prophétise que ses descendants ne garderont pas le trône. Après le récit de la mort de Jéroboam, le texte s'intéresse au royaume de Juda. Le règne de Roboam après la partition du royaume est marqué par l'invasion du pharaon Sheshonq Ier qui s'empare de Jérusalem et impose un tribut au roi. Juda devient alors une vassalité de l'Égypte. Après la mort de Roboam règne son fils Abijam puis Asa. Le fils d'Abijam, Asa, suit plus scrupuleusement les préceptes divins en combattant l’idolâtrie. Après l'évocation de sa mort, le récit revient aux évènements dans le royaume d'Israël. Nadab succède à son père Jéroboam mais est assassiné par son chef des armées Baasa. Celui-ci devient roi et règne 24 ans. Son fils Éla lui succède avant d'être assassiné deux ans plus tard par un de ses chefs militaires Zimri. Zimri se proclame roi mais ne règne que sept jours avant de s'immoler par le feu lorsque Omri le commandant de l'armée envahit la capitale Tirzah. Omri règne 12 ans et fonde la dynastie des Omrides. Son règne est marqué par un développement d'Israël. Il fonde la nouvelle capitale Samarie, et traite avec Tyr. À cette occasion son fils Achab épouse la princesse tyrienne Jézabel. À la mort d'Omri, Achab lui succède et garde le pouvoir jusqu'à sa mort après 22 ans de règne.

### Élie

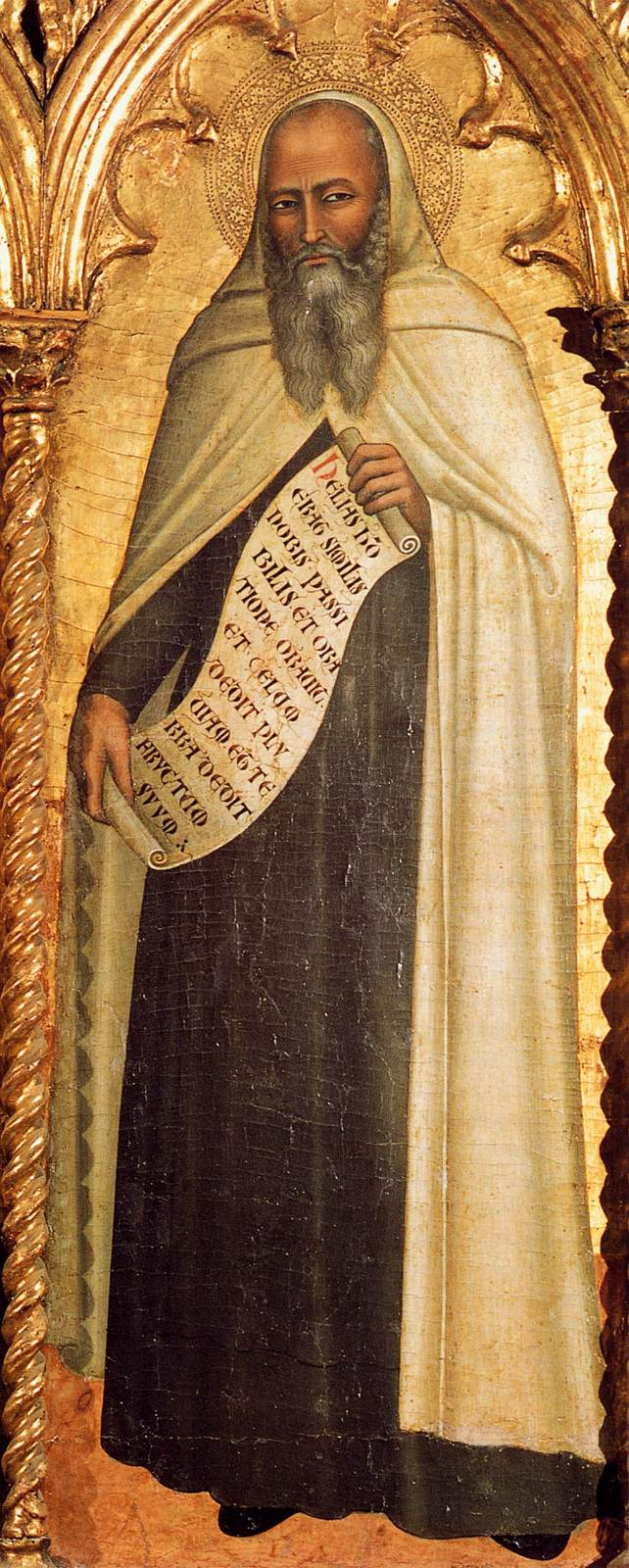
détail d'un polyptyque montrant le prophète Élie

À partir du chapitre 17 commence le récit du ministère du prophète Élie. Il avertit le roi Achab, roi d'Israël, que le pays va connaître une sécheresse durant trois ans. Après cette prophétie, Élie commence une retraite près d'un torrent se jetant dans le Jourdain. Il part ensuite à Sidon où il est recueilli par une veuve et son fils dans la ville de Sarepta. Deux miracles se produisent dans cette maison grâce à l'intercession d'Élie envers Yahvé. Tout d'abord, la jarre de farine et la cruche d'huile utilisées pour confectionner le pain ne se vident jamais. Ensuite, le fils meurt mais Élie le fait ressusciter en priant trois fois Dieu. Lorsque trois années se sont écoulées, Yahvé ordonne à Élie de retourner voir le roi Achab. Élie s'en prend au roi qui a abandonné Yahvé pour Baal. Il met ensuite au défi les 450 prêtres de Baal d'offrir un holocauste uniquement en priant leur dieu. Après l'échec des prêtres, Élie prie Dieu de brûler la viande du sacrifice, qui en plus a été mouillée, et son vœu est exaucé. Les prêtres de Baal sont égorgés. Jézabel la femme d'Achab exige la mort d'Élie qui est obligé de s'enfuir sur le mont Horeb où Yahvé lui parle et lui annonce qu'il fera périr tous ceux qui ont adoré Baal. Le ministère d'Élie continue dans les deux chapitres suivants et Le chapitre 22 rapporte une guerre contre la Syrie dans laquelle Achab et Josaphat, roi de Juda, unissent leurs forces. Le prophète Michée prophétise contre les rois mais ceux-ci partent en guerre. Là, le roi Achab est tué. Le récit revient à ce moment à Juda et au roi Josaphat dont la vie est présentée en quelques versets avant que ne soit annoncé le règne de Ochozias roi d'Israël, fils d'Achab. Ce récit est développé dans les premiers chapitres du deuxième livre des Rois.

## Personnages

### Rois

#### Rois d'Israël
- Jéroboam Ier 1R 13-14,20 : il est le fondateur du royaume d'Israël lors de la division du royaume uni de Salomon. Bien qu'il soit fidèle à Yahvé il décide de fondre deux idoles qu'il place dans des sanctuaires à Dan et à Béthel en remplacement du temple de Jérusalem.
- Nadab 1R 15,25-32 : fils de Jéroboam, il règne 2 ans avant d'être assassiné par Baasa.
- Baasa 1R 15,33-16,7 : il prend le pouvoir et règne 24 ans.
- Éla 1R 16,8-14 : fils de Baasha, il est assassiné par Zimri après deux ans de règne.
- Zimri 1R 16,15-20 : il règne sept jours. Omri, chef de l'armée, se soulève contre lui et prend la ville de Tirzah où s'était réfugié Zimri. Ce dernier se suicide.
- Omri 1R 16,21-28 : il règne 12 ans.
- Achab 1R 16,29-22,40 : fils d'Omri, il règne 22 ans. C'est à cette période que s'exerce le ministère d'Élie.
- Ochozias 1R 22,52-54 : fils d'Achab, il règne deux ans. L'histoire de son règne se poursuit dans le deuxième livre des Rois.

#### Rois de Juda
- Roboam 1R 14,21-31
- Abijam 1R 15,1-8
- Asa 1R 15,9-24
- Josaphat 1R 22,41-51

### Prophètes
Plusieurs prophètes interviennent face aux rois pour leur faire suivre les commandements divins : 
- Ahija de Silo chapitre 11 versets 29-40 et 14,1-18. Il prophétise la division du royaume à Roboam puis la ruine de sa dynastie de Jéroboam.
- Michée Ben Yimla 22,5-28 Appelé par le roi Achab pour savoir s'il sortira vainqueur de son combat contre les Araméens, il annonce sa mort au roi.
- Élie 17-19 et 21 : l'histoire du prophète emprunte des traits à celle de Moïse. Son voyage jusqu'à la montagne de Dieu dure 40 jours qui est le temps que Moïse resta en présence de Dieu pour recevoir la loi. Lorsque Dieu se manifeste, les deux se couvrent le visage pour ne pas voir la gloire de Yahvé[5].
- Élisée 19,19-21